# كأس أرمينيا 2000
كأس أرمينيا 2000 هو الموسم 9 من كأس أرمينيا. أقيم خلال الفترة 18 مارس 2000 وحتى 27 مايو 2000، وأشرف على تنظيمه اتحاد أرمينيا لكرة القدم، وكان عدد الأندية المشاركة فيه 14، وفاز فيه نادي ميكا.